# Ivan Mikulić (športaš)
Ivan Mikulić (Split, 30. siječnja 1995.), hrvatski je parataekwondoaš, član TK Galeb iz Splita. Četverostruki je europski prvak, svjetski prvak i doprvak te osvajač srebrnoga odličja na Paraolimpijskim igrama u Tokiu 2021. Prvi je hrvatski natjecatelj u parataekwondou na Paraolimpijskim igrama.

## Osobni život
Rođen je u splitskoj Visoki, u obitelji sedmero braće i sestara. Rođen je bez lijeve podlaktice. Parataekwondo trenira od 2003. godine. Maturirao je u Klasičnoj gimnaziji don Frane Bulić u Splitu i završio specijalistički stručni studij taekwondoa na Kineziološkome fakultetu Sveučilišta u Splitu.

## Parataekwondo
Prvi naslov europskoga prvaka osvojio je 2011. godine.
Svjetski naslov osvojio je u Samsunu 2015., u kategoriji preko 75 kg, pobijedivši u završnici Rusa Zainutoina Altajeva (11:8), prije kojega je pobijedio i domaćega borca Recepa Ozdemira (18:1) i Amerikanca Corbina Staceya (15:3).
U ožujku 2019. pobijedio je na prvenstu u Las Vegasu, u kategoriji preko 75 kg (K44), pobijedivši u završnici Amerikanca Evana Medella (18:10). Prije njega, svladao je i dvojicu Meksikanaca, Edgara Jesusa Torresa Candiaprekidom (22:2) i Fransica Pedroza (15:14). Četiri mjeseca kasnije, osvojio je i Otvoreno prvenstvo Australije i Oceanije 2019. u Cararra Gold Coastu.
Bio je prvi hrvatski športaš koji je izborio plasman na POI u Tokiu, još 2019. Do paraolimpijskoga srebra na tim igrama dvije godine kasnije došao je u kategoriji iznad 75 kg, porazom od Iranca Asghara Aziziaghdama u samoj završnici natjecanja (10:12). Prije toga, u četvrtzavršnici porazio je Marokanca Rachida Ismailia Alaouia (28:11), a u poluzavršnici prvoga nositelja, Amerikanca Evana Medella (28:9). Nakon Paraolimpijskih igara, u prosincu 2021. osvojio je naslov svjetskoga doprvaka u Istanbulu, u kategoriji iznad 80 kg (K44), izgubivši u završnoj borbi od Iranca Hameda Haghshenasa.
Na Grand Prixima 2022. u Sofiji i Parizu osvojio je srebrna odličja. Četvrto europsko zlato osvojio je u Manchesteru, u svibnju iste godine, svladavši u poluzavršnici Gruzijca Davida Makadzea (32:6), a u završnici Turčina Mehmeta Samia Saraca (9:2).

## Nagrade
- Najbolji hrvatski parašportaš u 2017. godini.[4]
- Najbolji hrvatski športaš s invaliditetom u 2021. godini.[4]
- Ploča na splitskoj Zapadnoj obali (2023.)